# Малый Никобар
Ма́лый Никоба́р (англ. Little Nicobar, хинди छोटा निकोबार Choṭā Nikobār, Кар: ओंग oder Long) — остров в южной части архипелага Никобарских островов. Расположен в 7,5 км к северу от острова Большой Никобар и в 70 км к югу от острова Катчалл. Остров составляет 24 км в длину и 12 км в ширину. Площадь — 159 км². По данным переписи 2001 года население острова составляет 432 человека. Наибольшая высота над уровнем моря: 435 м.
После землетрясения 2004 всё оставшееся население острова было эвакуировано на соседние острова.